# Wadi Mujib

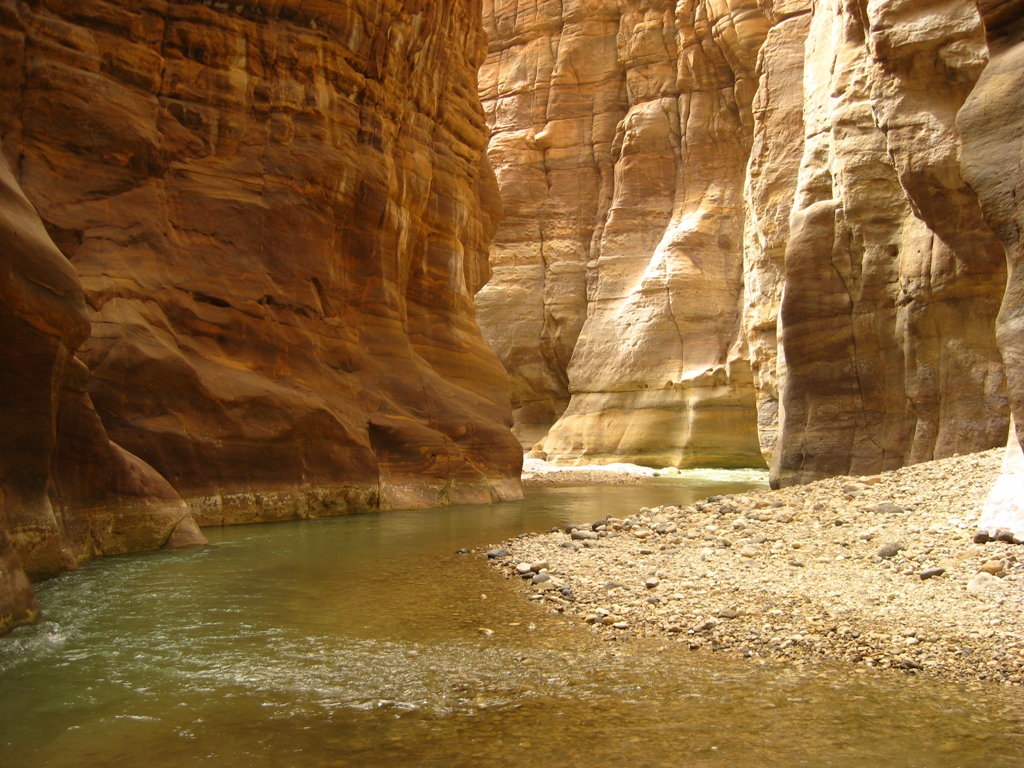
Cañón del Wadi Mujib cerca del mar Muerto.

El Wadi Mujib o Wadi al-Mujib (del árabe: وادي الموجب ‘Wādī al-Mūǧib’) es un río con una profunda garganta que termina en la orilla oriental del mar Muerto a 410 metros de profundidad, en Jordania. Forma parte de la Reserva Natural de Mujib (Mujib Nature Reserve), que tiene 220 kilómetros cuadrados y se encuentra a 90 kilómetros al sur de Amán. Es la reserva a menor altitud del mundo. Fue creada en 1987 por la Royal Society for the Conservation of Nature de Jordania y es particularmente importante por las aves.

## Descripción
El río Mujib (Seil el-Mojib), de unos 75 km de longitud, se extiende desde las montañas de Madaba al norte hasta Al Karak, al sur. Nace a unos 900 m s. n. m., con un desnivel máximo de 1.300 m. Siete afluentes nutren el río principal, que en la Biblia se lo conocía como río Arnon y tiene una rica historia. Las crecidas estacionales, que suelen llenar las gargantas de agua, y los manantiales, que hacen que el río lleve agua todo el año en su desembocadura, permiten una rica biodiversidad en un lugar que está siendo todavía explorado por los naturalistas. Se calcula que hay unas 300 especies de plantas, 10 especies de carnívoros y numerosas especies de aves migratorias y permanentes. Algunos lugares de la reserva son difíciles de alcanzar y esto permite la existencia de algunas especies de felinos poco comunes, cabras y otros animales de las montañas.

## Geomorfología y vegetación

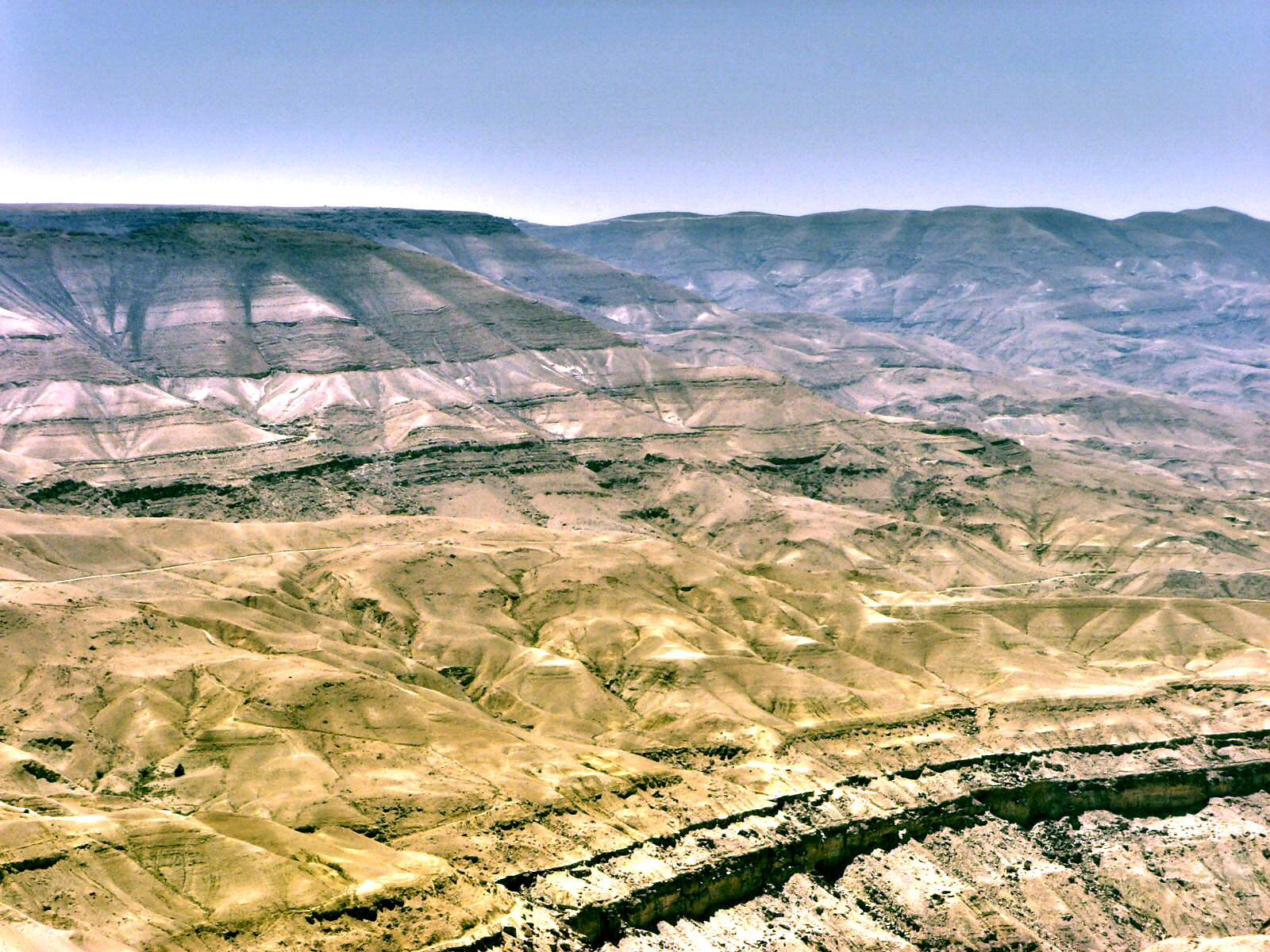

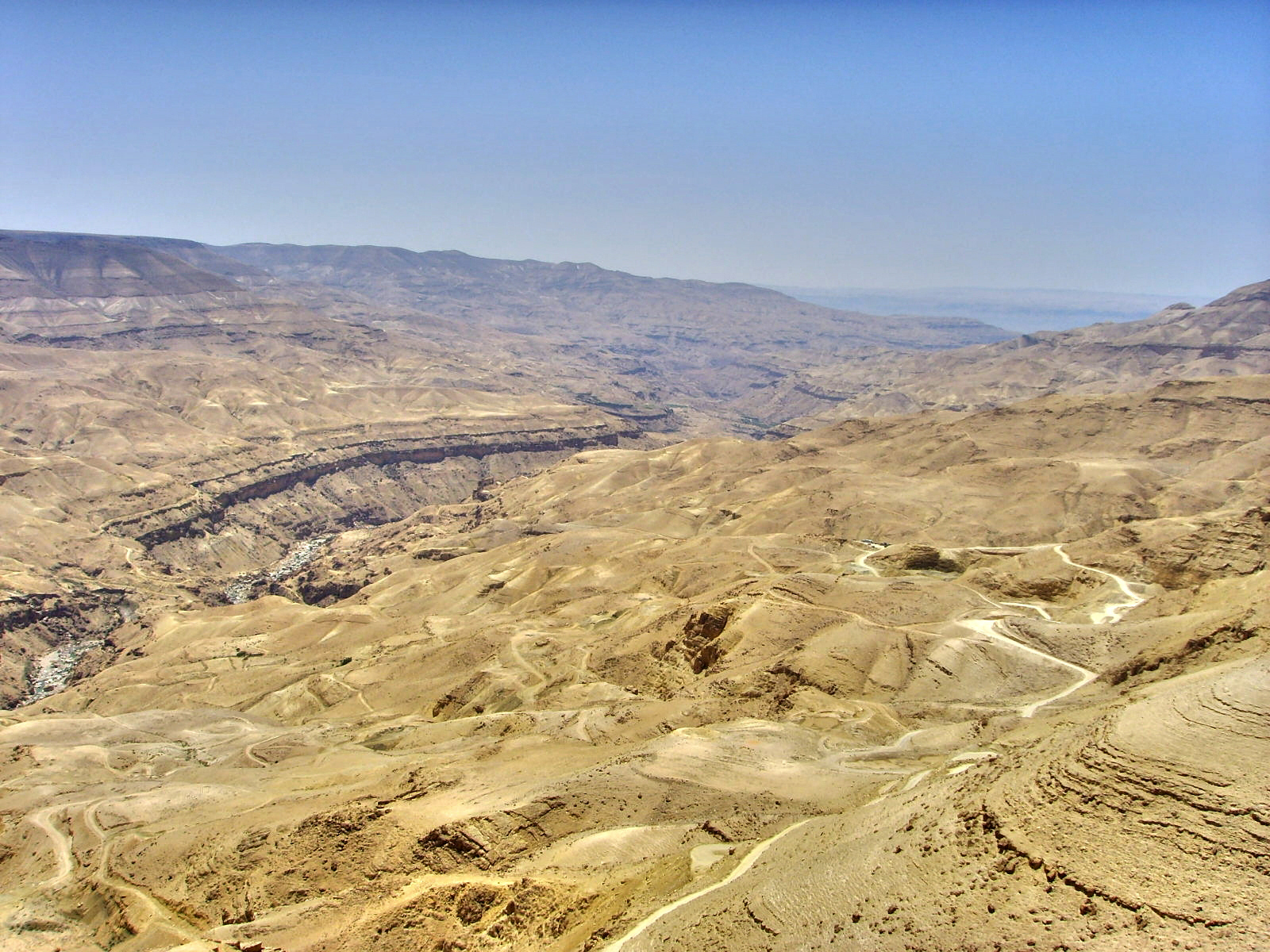

La forma actual del río está relacionada con las oscilaciones del mar Muerto durante las últimas glaciaciones. Hace unos 20.000 años, el mar Muerto se encontraba a 230 m por encima de su nivel actual y las desembocaduras de los ríos quedaban bajo el agua, formando bahías que acabaron colmatándose de sedimentos. Cuando el mar descendió de nuevo al disminuir las precipitaciones, los ríos se abrieron paso a través de las margas depositadas y de la caliza de las montañas, excavando profundos cañones. La peculiaridad del Mujib es que recoge el agua de una cuenca muy amplia, de carácter pluvio-nival, con muy poca agua en verano y abundante en invierno y primavera. Lo mismo sucede con el Wadi Hasa, más al sur.
Poco después de la desembocadura, que forma un pequeño delta, se encuentra un manantial, el Hammamat Ma'in que surge a 264 metros por debajo del nivel del mar Muerto, con grandes cantidades de ácido sulfhídrico.
Las montañas son desérticas, rocosas y con apenas vegetación, con despeñaderos, gargantas y profundos cañones que cortan las mesetas. En los lechos de los ríos profundos aparecen manantiales que sostienen una vegetación abundante de acacias, tamarindos, palmeras del género Phoenix y adelfas.
El ejército de Jordania tiene un campamento militar temporal al sur de la reserva. En la zona inferior del wadi se ha construido una pequeña esclusa, donde la carretera que bordea el mar Muerto cruza el río, y a unos 25 kilómetros en línea recta desde la desembocadura, donde el camino de los Reyes cruza el wadi, se ha construido una gran presa.

## Vida animal
En las vertientes escalonadas de las montañas viven varias especies adaptadas de mamíferos, entre los que destacan el damán de El Cabo, parecido a una marmota, el tejón euroasiático, y el íbice de Nubia, el más importante, que sobrevive gracias a un programa de reintroducción. En la zonas con vegetación y roquedo hay también diversos carnívoros, como el caracal, parecido al lince. Entre las numerosas aves migratorias destacan la cigüena blanca y la cigüeña negra, y como aves permanentes en el cielo de la reserva pueden verse el buteo, el gavilán griego, el quebrantahuesos, el alimoche o buitre egipcio, el buitre leonado, el cernícalo primilla, el alcotán unicolor, la perdiz de garganta gris, el cárabo árabe, la collalba monje, la collalba colinegra, el turdoide árabe, el escribano sahariano, el camachuelo trompetero, el gorrión del mar Muerto y el estornino de Tristam.

## El río Arnon

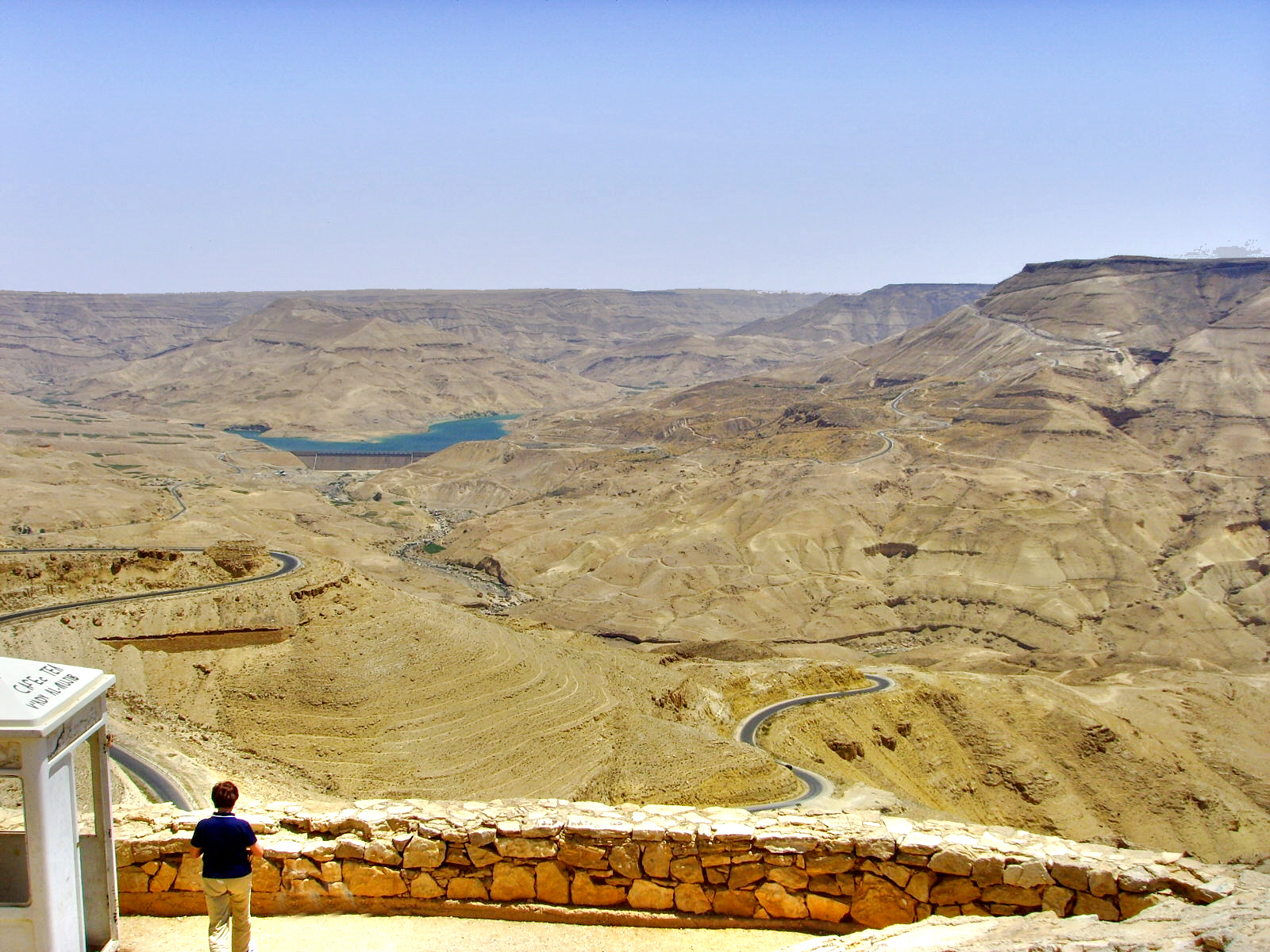
La presa del río Mujib y el reino de Moab

En tiempos bíblicos, este río se llamaba Arnon, que en hebreo significa "ruidoso", por la última parte del cauce. Era conocido, sobre todo, porque marcaba los límites septentrional del reino de Moab, aunque un rey, Mesá o Mesha, en el siglo IX a. C. amplió sus límites en esa dirección, invadiendo el territorio de los amorreos, como consta en la estela de Mesha, una piedra de basalto con inscripciones encontrada en la antigua Dibon, ahora Dhiban, en la zona alta de la cuenca del Mujib, a unos 70 km al sur de Amán. En la estela se menciona la construcción de una carretera a lo largo del Arnon, cuya importancia histórica queda resaltada por los numerosos vestigios encontrados en los alrededores. Aquí estaban las ciudades moabitas de Aroer, Dibon y Madaba, límite norte del reino. En la Biblia hay un episodio en que los israelitas, guiados por Moisés, llegan a este río y envían una petición al rey de los amorreos, Sehón, para que les deje pasar, siguiendo el camino de los Reyes. Sehón se niega y reúne un ejército que es derrotado por los israelitas, quienes ocupan la región hasta el río Jaboc, el moderno Nahr el-Zarqa, Wadi Zarqa o río Zarqa.
En la Haggadá, un viejo texto en hebreo antiguo que cuenta el exilio de Egipto, se relata el paso del Arnon. Relata que los amorreos vivían en cuevas cuando llegaron los israelitas, y que desde ellas asediaban a los viajeros. Pero el Arca de la Alianza, que precedía a los israelitas, hizo que las montañas se hundieran y que el valle se alzara, matando en sus cuevas a los amorreos. Este milagro se celebra con una bendición durante el Séder pascual de la Pascua judía. 
Arnon es un nombre común en las familias judías.

## Galería

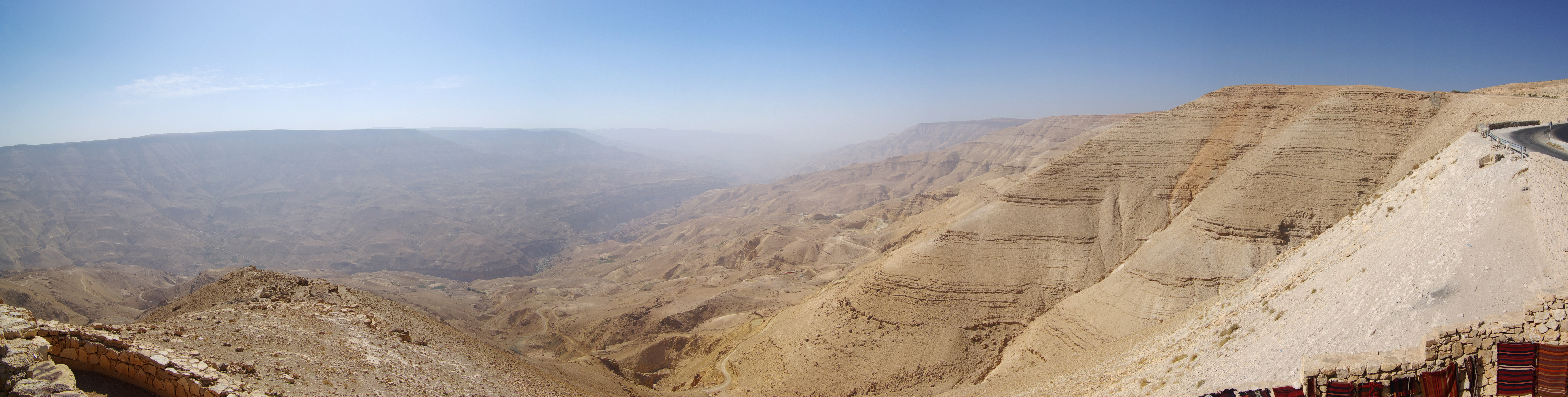
El Wadi al-Mujib cerca de Dhiban